# Long Tân, Dầu Tiếng
Long Tân là một xã thuộc huyện Dầu Tiếng, tỉnh Bình Dương, Việt Nam.

## Địa lý
Xã Long Tân có diện tích 58,68 km², dân số năm 2021 là 7.286 người, mật độ dân số đạt 124 người/km².

## Hành chính
Xã Long Tân được chia thành 8 ấp: Hố Đá, Bờ Cảng, Hóc Măng, Hố Muồng, Vũng Tây, Cống Quẹo, Long Chiểu, Đòn Gánh.

## Lịch sử
Trước đây, Long Tân là một xã thuộc huyện Bến Cát cũ.
Ngày 1 tháng 8 năm 1994, Chính phủ ban hành Nghị định 74-CP sáp nhập xã Long Chiểu vào xã Long Tân.
Ngày 23 tháng 7 năm 1999, Chính phủ ban hành Nghị định 58/1999/NĐ-CP về việc chuyển xã Long Tân thuộc huyện Bến Cát về trực thuộc huyện Dầu Tiếng mới tái lập quản lý.